# Grabovica (Despotovac)
Grabovica (em cirílico: Грабовица) é uma vila da Sérvia localizada no município de Despotovac, pertencente ao distrito de Pomoravlje, na região de Resava. A sua população era de 670 habitantes segundo o censo de 2011.

## Demografia
| 1948 | 1953 | 1961 | 1971 | 1981 | 1991 | 2002 | 2011 |
| ---- | ---- | ---- | ---- | ---- | ---- | ---- | ---- |
| 1404 | 1504 | 1533 | 1466 | 1493 | 1436 | 801  | 670  |